# Тополово (Пловдивська область)
Топо́лово (болг. Тополово) — село в Пловдивській області Болгарії. Входить до складу общини Асеновград.

## Населення
За даними перепису населення 2011 року у селі проживали 2769 осіб.
Національний склад населення села:
| Національність   | Кількість осіб | Відсоток |
| ---------------- | -------------- | -------- |
| болгари          | 1679           | 62,1%    |
| турки            | 995            | 36,8%    |
| цигани           | 12             | 0,4%     |
| інша             | 0              | 0%       |
| не визначились   | 17             | 0,6%     |
| Всього відповіли | 2703           |          |

Розподіл населення за віком у 2011 році:
Динаміка населення: